# Pont ferroviaire de Nyköping

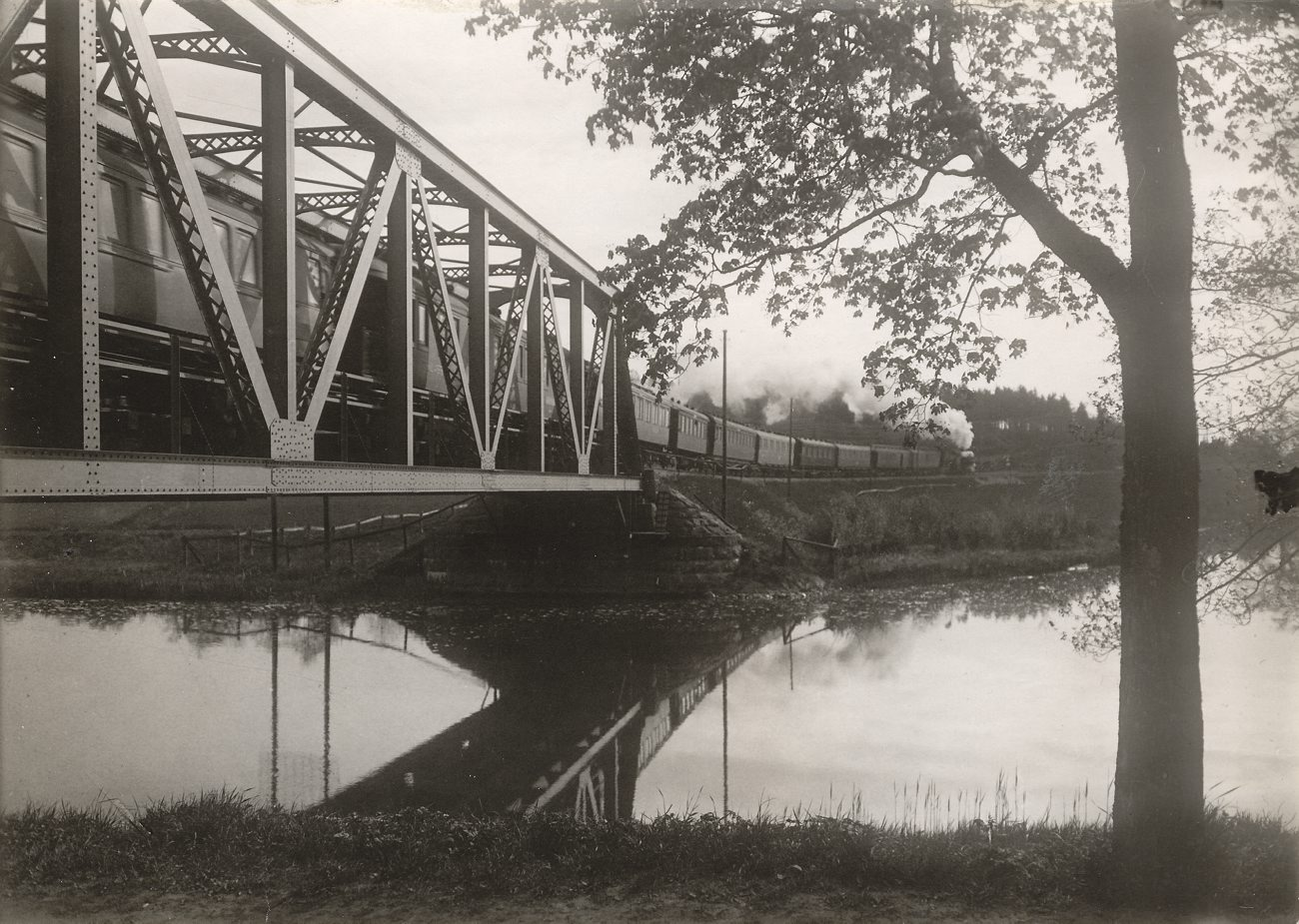
Le pont original, vers 1920.

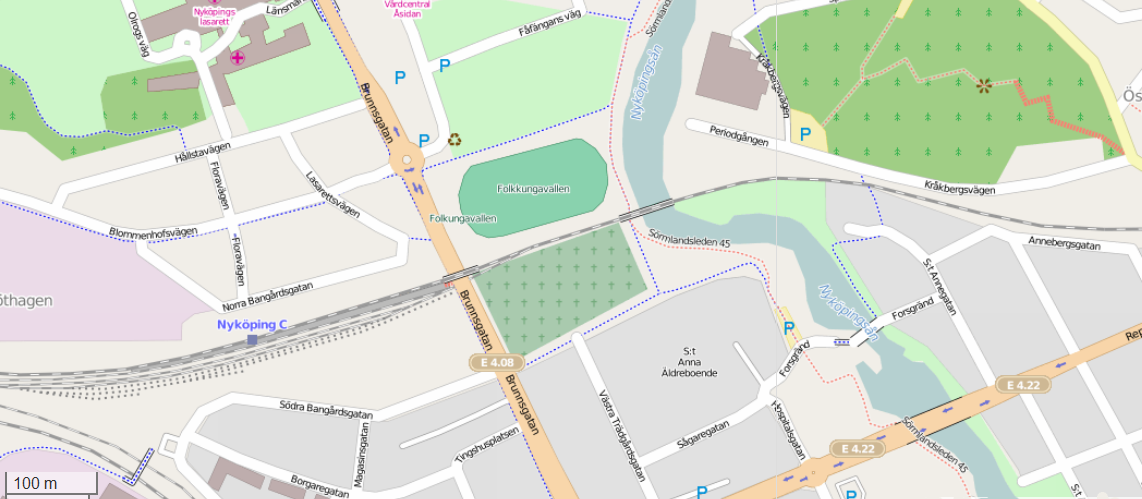
Carte montrant le pont. La gare Nyköping C se trouve à gauche sur la ligne ferroviaire.

Le Pont ferroviaire de Nyköping traverse la rivière Nyköpingsån à Nyköping, en Suède.
Le pont original de 200 tonnes (datant de 1910 ) a été remplacé par un nouveau pont de 320 tonnes le 11 août 2008. Le nouveau pont a de 51 m de long, 8 m de large et 9 m de haut. L'ancien pont centenaire  a été retiré à l'aide d'une grue à flèche et le nouveau pont a ensuite été mis en place en utilisant la même grue. Le processus a pris 10 minutes. Avec le nouveau pont, la vitesse sur la ligne de chemin de fer peut être augmentée de 30 km/h à 130 km/h.